# Lignit
Lignit  je ugljen srednje kalorične vrijednosti pogodan za primjenu kao energetsko gorivo. Lignit je mineralna sirovina koja se najracionalnije upotrebljava kao energetsko gorivo za proizvodnju energije. Zbog svoje primjene i količine predstavlja izuzetan potencijal u energetskom smislu. On je smeđe-crne boje i ima veliki sadržaj vlage, koji nekada dostiže i 66%, osim toga ima i visok sadržaj pepela u odnosu na bitumenski ugljen. Toplinska moć lignita kreće se od 10 do 20 MJ/kg. Zbog svoje niske energetske gustoće, lignit nije isplativo transportirati i s njime se ne trguje na svjetskim tržištima, kao što se to čini s drugim vrstama ugljena koji u sebi imaju veći sadržaj ugljika. Često se spaljuje u termoelektranama koje se grade blizu rudnika lignita, kao što je TE Plomin kod Plomina u Istri. Emisije ugljik dioksida iz termoelektrana koje rabe lignit, su veće u odnosu na one termoelektrane koje upotrebljavaju druge vrste ugljena.

## Vrste lignita
Lignit se može podijeliti u dvije vrste. Prva je ksiloidni lignit ili fosilno drvo, a druga je kompaktni lignit ili savršeni lignit. Iako ksiloidni lignit ponekad može imati otpornost i jačinu kao i obično drvo, može se vidjeti da je sagroljivi dio drveta prošao kroz veliku modifikaciju. On se može mljevenjem prevesti u fini prah, koji ako se izloži reakciji s razblaženim rastvorom kalijevog karbonata, pri čemu se dobivaju značajne količine ulmične kiseline.

## Proizvodnja
Proizvodnja lignita u milijunima metričkih tona:
|     |                        | 1970.   | 1980.     | 1990.     | 2000.   | 2001.   |
| --- | ---------------------- | ------- | --------- | --------- | ------- | ------- |
| 1.  | Njemačka               | 369.300 | 388.000   | 356.500   | 167.700 | 175.400 |
| 2.  | Ruska Federacija       | 127.000 | 141.000   | 137.300   | 86.400  | 83.200  |
| 3.  | SAD                    | 5.400   | 42.300    | 82.600    | 83.500  | 80.500  |
| 4.  | Australia              | 24.200  | 32.900    | 46.000    | 65.000  | 67.800  |
| 5.  | Grčka                  | 8.100   | 23.200    | 51.700    | 63.300  | 67.000  |
| 6.  | Poljska                | 32.800  | 36.900    | 67.600    | 61.300  | 59.500  |
| 7.  | Turska                 | 4.400   | 15.000    | 43.800    | 63.000  | 57.200  |
| 8.  | Češka Republika        | 67.000  | 87.000    | 71.000    | 50.100  | 50.700  |
| 9.  | Narodna Republika Kina | 13.000  | 22.000    | 38.000    | 40.000  | 47.000  |
| 10. | SFR Jugoslavija        | 26.000  | 43.000    | 60.000    | -       | -       |
| 10. | SR Jugoslavija         | -       | -         | -         | 35.500  | 35.500  |
| 11. | Rumunjska              | 14.100  | 27.100    | 33.500    | 17.900  | 29.800  |
| 12. | Sjeverna Koreja        | 5.700   | 10.000    | 10.000    | 26.000  | 26.500  |
| ... | Ukupno                 | 804.000 | 1.028.000 | 1.214.000 | 877.400 | 894.800 |

## Pogledati
- Istarski ugljenokopi